# Вулканы Камчатки
Вулканы Камчатки — вулканы на востоке России, на полуострове Камчатка, на территории Камчатского края, составляют часть Тихоокеанского огненного кольца.

## Общая характеристика
Строго определить точное количество вулканов, расположенных на Камчатском полуострове, затруднительно. В различных источниках упоминается от нескольких сотен, до более чем тысячи вулканов. Для вулканов Камчатки характерно большое разнообразие форм и размеров, они формировались в различные геологические эпохи и в настоящее время проявляют активность в различной степени. Большинство из них относится к древним вулканам, не проявляющим активности в настоящее время, однако некоторые вулканы являются действующими. Для некоторых вулканов полуострова часто применяют слово «сопка» вместо слова «вулкан». Также некоторые вулканы, в особенности потухшие и невысокие, нередко называют просто горами.
В настоящее время среди вулканов Камчатки насчитывается около 28 действующих. Понятие действующего вулкана достаточно относительное. Действующим принято считать вулкан, извергавшийся в исторический период времени. Часть вулканов последний раз извергались около 1000 или даже 4000 лет назад и эти вулканы по разным классификациям имеют разный статус. Таким образом, активный вулкан не обязательно должен непрерывно находиться в стадии извержения. Большинство активных вулканов в «свободное от работы время» выпускают в атмосферу водяной пар и другие газы, то есть идёт так называемая фумарольная активность. Высота самого большого вулкана Камчатки — Ключевской Сопки, составляет 4750 метров над уровнем моря. Этот вулкан является самым высоким в Евразии и одним из наиболее активных на полуострове.

## Расположение вулканов
Область активного вулканизма на Камчатском полуострове исторически передвигалась с запада на восток, образовав два основных наложенных вулканических пояса — Срединный вулканический пояс и более молодой Восточно-Камчатский вулканический пояс. Образование срединного вулканического пояса относится к эпохе плейстоцена. Он протягивается по водоразделу Срединного хребта, расположенного в центральной части Камчатки, расширяясь к югу. Активные вулканы в данном поясе являются единичными. Восточно-Камчатский вулканический пояс протянулся с севера на юг вдоль всей Камчатки, от полуострова Озерного на севере до мыса Лопатка на юге. Пояс формировался в плейстоцене и в голоцене, в настоящее время к нему относится большинство активных вулканов Камчатки.
В 1996 году благодаря Гринпис России  на Камчатке появился объект Всемирного наследия ЮНЕСКО (в 2001 году расширен) c одноимённым названием «Вулканы Камчатки». В состав объекта Всемирного природного наследия «Вулканы Камчатки» входит шесть отдельных особо охраняемых природных территорий, которые располагаются на востоке, в центре и на юге полуострова, суммарной площадью около 3,8 млн гектаров. Всего на шести участках располагаются 28 действующих и около 300 потухших вулканов, которые находятся на территории Кроноцкого природного биосферного заповедника, Быстринского природного парка, природного парка Налычево, Южно-Камчатского природного парка, федерального заказника «Южно-Камчатский», Ключевского природного парка. Все эти шесть ООПТ, расположенные в разных районах Камчатского полуострова, взятые вместе, отражают все основные вулканогенные ландшафты и особенности растительного и животного мира Камчатки..

## Вулканы в нумизматике
Банк России первого августа 2008 года выпустил набор памятных монет, посвящённых вулканам Камчатки (показаны только реверсы):

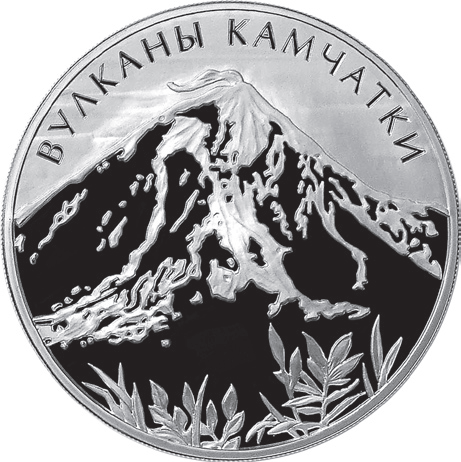
Серебряная монета достоинством в 3 рубля с изображением действующего вулкана
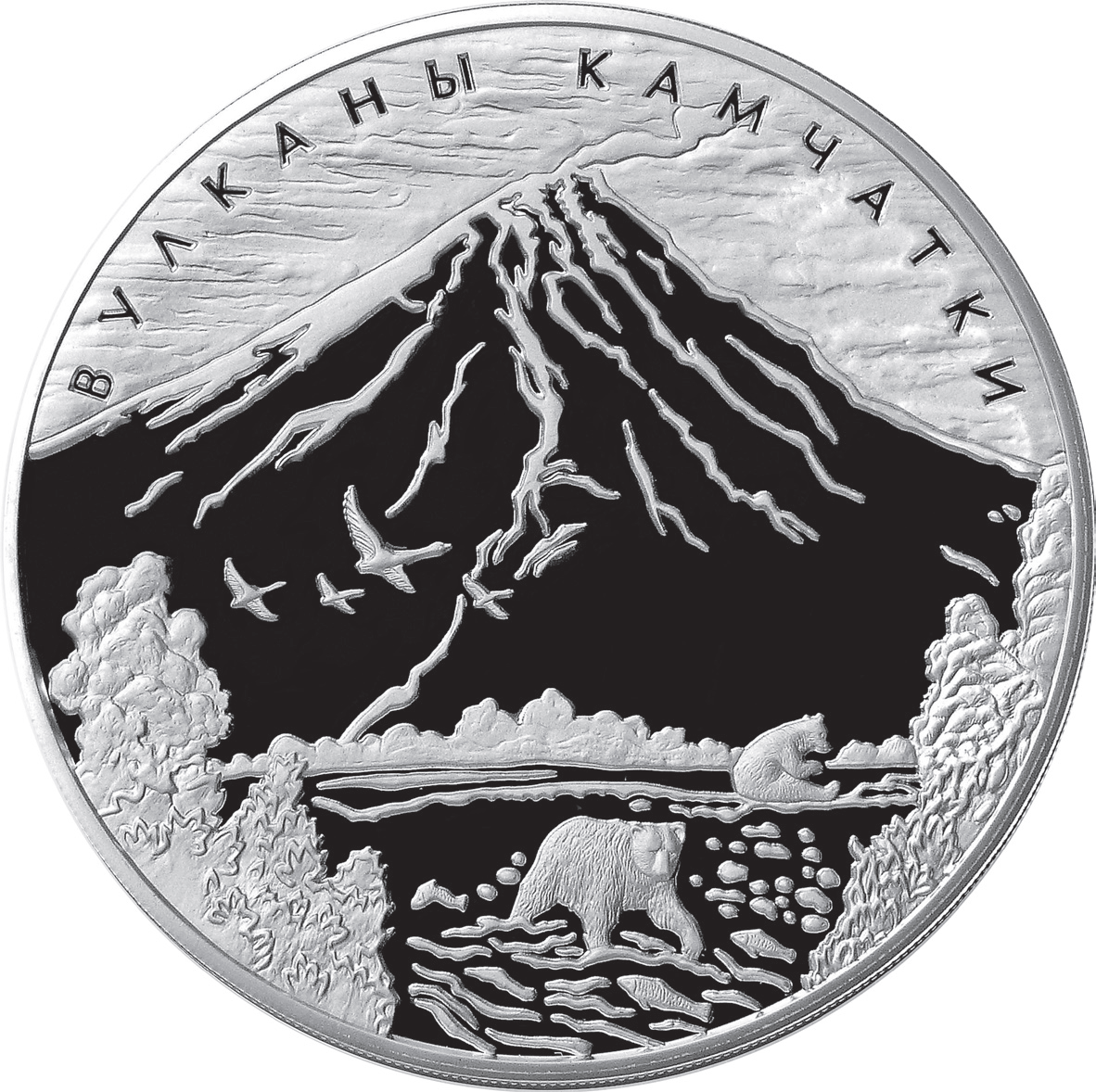
Серебряная монета достоинством в 100 рублей с изображением действующего вулкана и пары бурых медведей, занятых ловлей рыбы
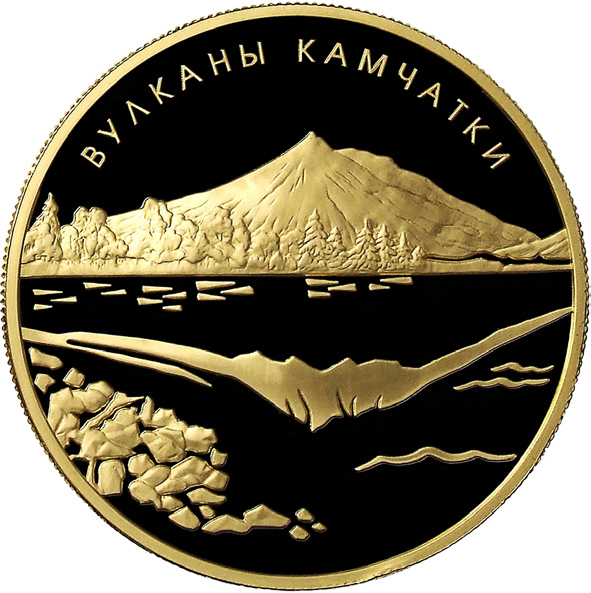
Золотая монета достоинством в 1000 рублей с изображением потухшего вулкана с зеркальным отражением его вершины на водной поверхности

## Список вулканов Камчатки
В приведённом списке вулканы разделены на группы согласно их тектоническому расположению. 
В каждой группе вулканы перечислены в соответствии с их расположением с севера на юг.

### Вулканы Срединного вулканического пояса
Наивысший вулкан этой группы — Ичинская сопка (высотой 3621 м) — является единственным активным вулканом срединного вулканического пояса. Остальные вулканы являются либо потухшими, либо спящими. Все они расположены в осевой части полуострова севернее р. Плотниковой и принадлежат к Срединному хребту или находятся в непосредственной близости от него. Только в северной части вулканического пояса (севернее 57° с. ш.) располагается более 500 вулканов. К югу вулканический пояс заметно расширяется вместе с самим Срединным хребтом.
- Тильмыг, 1265 м, 58°25′ с. ш. 160°48′ в. д.HGЯO
- Иэттунуп, 1340 м, 58°24′ с. ш. 161°05′ в. д.HGЯO
- Кахтана, 1217 м, 58°23′ с. ш. 160°30′ в. д.HGЯO
- Воямпольский, 1225 м, 58°22′ с. ш. 160°37′ в. д.HGЯO
- Ламутский, 1198 м, 58°21′ с. ш. 161°09′ в. д.HGЯO
- Северный, 1936 м, 58°17′ с. ш. 160°52′ в. д.HGЯO
- Лангтуткин, 1534 м, 58°14′ с. ш. 161°05′ в. д.HGЯO
- Снеговой, 2172 м, 58°12′ с. ш. 160°58′ в. д.HGЯO
- Острая Сопка, 2539 м, 58°11′ с. ш. 160°50′ в. д.HGЯO
- Спокойный (Кутина), 2171 м, 58°08′ с. ш. 160°49′ в. д.HGЯO
- Тунупилянум, 1200 м, 58°05′ с. ш. 160°39′ в. д.HGЯO
- Иктунуп, 2300 м, 58°05′ с. ш. 160°46′ в. д.HGЯO
- Гречишкина, 1651 м, 58°03′ с. ш. 160°47′ в. д.HGЯO
- Лелякина, 1770 м, 58°01′ с. ш. 160°45′ в. д.HGЯO
- Снежный, 2211 м, 58°01′ с. ш. 160°47′ в. д.HGЯO
- Слюнина, 1775 м, 57°59′ с. ш. 160°45′ в. д.HGЯO
- Атласова, 1764 м, 57°58′ с. ш. 160°40′ в. д.HGЯO
- Новограбленова, 2000 м, 57°55′ с. ш. 160°37′ в. д.HGЯO
- Хувхойтун (Хувхой), 2618 м, 57°55′ с. ш. 160°41′ в. д.HGЯO
- Кевенэйтунуп, 2133 м, 57°54′ с. ш. 160°37′ в. д.HGЯO
- Мутный, 1315 м, 57°53′ с. ш. 160°23′ в. д.HGЯO
- Белый, 2080 м, 57°53′ с. ш. 160°32′ в. д.HGЯO
- Плоский, 1255 м, 57°50′ с. ш. 160°15′ в. д.HGЯO
- Кайленэй, 1680 м, 57°48′ с. ш. 160°40′ в. д.HGЯO
- Сергеева, 1759 м, 57°46′ с. ш. 160°33′ в. д.HGЯO
- Ульванэй, 1954 м, 57°46′ с. ш. 160°33′ в. д.HGЯO
- Теклетунуп, 1290 м, 57°42′ с. ш. 160°20′ в. д.HGЯO
- Ука, 1643 м, 57°42′ с. ш. 160°35′ в. д.HGЯO
- Алнгей, 1856 м, 57°42′ с. ш. 160°25′ в. д.HGЯO
- Каменистый, 1758 м, 57°39′ с. ш. 160°27′ в. д.HGЯO
- Еловский, 1381 м, 57°32′ с. ш. 160°32′ в. д.HGЯO
- Шлен, 1001 м, 57°28′ с. ш. 159°35′ в. д.HGЯO
- Айнелькан, 1725 м
- Озерной, 1021 м, 57°31′ с. ш. 160°34′ в. д.HGЯO
- Шишель, 2525 м, 57°27′ с. ш. 160°22′ в. д.HGЯO
- Лагерный, 1961 м, 57°21′ с. ш. 160°39′ в. д.HGЯO
- Киненин, 583 м, 57°21′ с. ш. 160°58′ в. д.HGЯO
- Вулкан Горного института, 2024 м, 57°20′ с. ш. 160°11′ в. д.HGЯO
- Вулканический массив Межсопочный — Титила — Леутонгей — Терпук. Четыре слившихся щитовидных вулкана, сложенных голоценовыми базальтами. Массив расположен на юго-западной стороне Срединного хребта.
  - Междусопочный, 1641 м, 57°28′ с. ш. 160°15′ в. д.HGЯO
  - Титила, 1559 м, 57°24′ с. ш. 160°06′ в. д.HGЯO
  - Леутонгей, 1333 м, 57°18′ с. ш. 159°50′ в. д.HGЯO
  - Терпук, 765 м, 57°12′ с. ш. 159°50′ в. д.HGЯO
- Кэбеней (Кэвеней), 1529 м, 57°07′ с. ш. 159°56′ в. д.HGЯO
- Шишейка, 379 м, 57°10′ с. ш. 161°05′ в. д.HGЯO
- Федотыч, 965 м, 57°08′ с. ш. 160°24′ в. д.HGЯO
- Большая Кытэпана (Большая Кетепана), 1502 м, 56°57′ с. ш. 158°14′ в. д.HGЯO
- Большой Чекчебонай, 1338 м, 56°55′ с. ш. 159°26′ в. д.HGЯO
- Малый Чекчебонай, 1261 м, 56°47′ с. ш. 159°04′ в. д.HGЯO
- Вулканический массив Алней-Чашаконджа
  - Алней, 2581 м, 56°42′ с. ш. 159°38′ в. д.HGЯO
  - Чашаконджа, 2526 м, 56°37′ с. ш. 159°38′ в. д.HGЯO
- Малая Кытэпана (Малая Кетепана), 1230 м, 56°41′ с. ш. 158°26′ в. д.HGЯO
- Большой, 1301 м, 56°28′ с. ш. 157°47′ в. д.HGЯO
- Анаун, 1828 м, 56°19′ с. ш. 158°50′ в. д.HGЯO
- Чинейнейн, 1922 м, 56°10′ с. ш. 158°19′ в. д.HGЯO
- Уксичан, 1550 м, 56°04′ с. ш. 158°22′ в. д.HGЯO
- Бонгапчи, 1550 м, 55°50′ с. ш. 158°20′ в. д.HGЯO
- Большой Паялпан, 1906 м, 55°49′48″ с. ш. 157°59′06″ в. д.HGЯO
- Паялпан, 1811 м, 55°49′41″ с. ш. 157°59′06″ в. д.HGЯO
- Малый Паялпан, 1980 м, 55°48′00″ с. ш. 157°54′54″ в. д.HGЯO
- Ичинская сопка, 3621 м, 55°41′ с. ш. 157°43′ в. д.HGЯO — активный
- Черпук (?)
  - Северный Черпук, 1679 м, 55°36′ с. ш. 157°37′ в. д.HGЯO
  - Южный Черпук, 1962 м
- Хангар, 2000 м, 54°45′ с. ш. 157°23′ в. д.HGЯO

### Вулканы Восточно-Камчатского вулканического пояса

#### Центрально-Камчатскаядепрессия-рифт
Центрально-Камчатская депрессия-рифт — это сложная грабен-синклиналь, протянувшаяся на 750 км от северного Карагинского залива до верховьев реки Камчатки. В ней можно выделить две большие части: пролив Литке на севере и долины рек Камчатки и Еловки — на юге. Новейший вулканизм проявился здесь в южной части — от южного берега Карагинского залива до реки Щапина.
- Хайлюля, 1145 м, 58°03′ с. ш. 161°39′ в. д.HGЯO
- Начикинский вулкан, 1211 м, 57°52′ с. ш. 162°41′ в. д.HGЯO
- Шивелуч, 3283 м, 56°38′ с. ш. 161°19′ в. д.HGЯO — активный

##### Вулканы Харчинской группы
- Харчинский, 1410 м, 56°26′ с. ш. 160°49′ в. д.HGЯO
- Заречный, 720 м, 56°21′54″ с. ш. 160°50′24″ в. д.HGЯO

##### ВулканыКлючевской группы

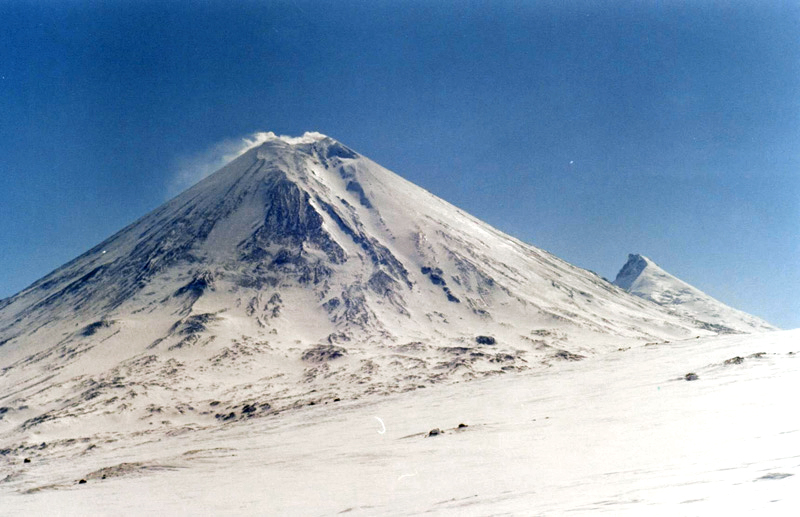
Высочайший из вулканов Камчатки — Ключевская Сопка (4750 м)

Многие вулканы этой группы относятся к числу наиболее активных и высоких на полуострове. Для них характерны максимальные в пределах Камчатки объемы четвертичных вулканических пород — около 5000 куб. км, что сравнимо с объемом всех вулканических пород Японских островов. Группа состоит из 13 крупных и многочисленных мелких вулканов, они расположены на щитовидном плато, называемом Ключевским долом. Его форма близка к эллипсу, вытянутому в северо-восточном направлении, с диаметрами 90 и 75 км.
- Средняя сопка, 2978 м, 56°07′ с. ш. 160°35′ в. д.HGЯO
- Ушковский (Дальняя Плоская сопка), 3943 м, 56°04′ с. ш. 160°28′ в. д.HGЯO
  - Крестовский (Ближняя Плоская сопка), 4057 м, 56°07′ с. ш. 160°30′ в. д.HGЯO
  - Дремлющий кратер 3943 м.
  - Николка, 1591 м, 55°21′ с. ш. 159°51′ в. д.HGЯO
- Ключевская Сопка, 4750 м, 56°03′25″ с. ш. 160°38′24″ в. д.HGЯO — активный (высочайший вулкан Камчатки)
- Камень, 4575 м, 56°01′ с. ш. 160°35′ в. д.HGЯO
- Безымянный, 2866 м, 55°58′ с. ш. 160°36′ в. д.HGЯO — активный
- Зимина (комплекс вулканов)
  - Большая Зимина
    - Овальная Зимина, 3081 м, 55°52′ с. ш. 160°35′ в. д.HGЯO
    - Острая Зимина, 2744 м, 55°52′ с. ш. 160°37′ в. д.HGЯO

  - Малая Зимина (Горный Зуб), 2242 м, 55°52′ с. ш. 160°38′ в. д.HGЯO
- Толбачик, 3682 м
  - Острый Толбачик, 3682 м, 55°50′ с. ш. 160°20′ в. д.HGЯO
  - Плоский Толбачик, 3140 м, 55°49′ с. ш. 160°23′ в. д.HGЯO — активный
- Большая Удина, 2943 м, 55°46′ с. ш. 160°32′ в. д.HGЯO
- Малая Удина, 1945, 55°44′ с. ш. 160°37′ в. д.HGЯO
- Кизимен, 2485 м, 55°08′ с. ш. 160°19′ в. д.HGЯO — активный

#### Восточно-Камчатскаяграбен-синклиналь
Грабен-синклиналь имеет ширину 50-60 км и длину 350 км. На западе она ограничена Восточно-Камчатским хребтом, а на востоке — горстами Кроноцкого и Шипунского полуостровов.
- Хребет Гамчен
  - Богачевский
  - Колхозный (Высокий), 2150 м
  - Комарова (вулкан), 2070 м
  - Гамчен (комплекс вулканов), 2576 м
    - Северный Гамчен
    - Южный Гамчен

  - Шмидта 2020 м
- Кроноцкая сопка, 3528 м
- Крашенинникова, 1856 м
- Кихпиныч, 1552 м

##### Узонско-Гейзернаядепрессия

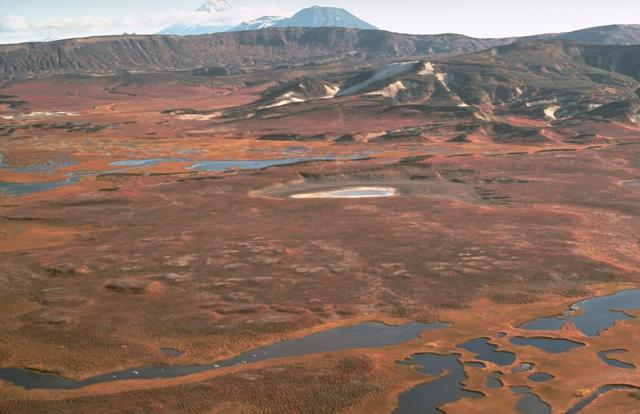
Кальдера Узон

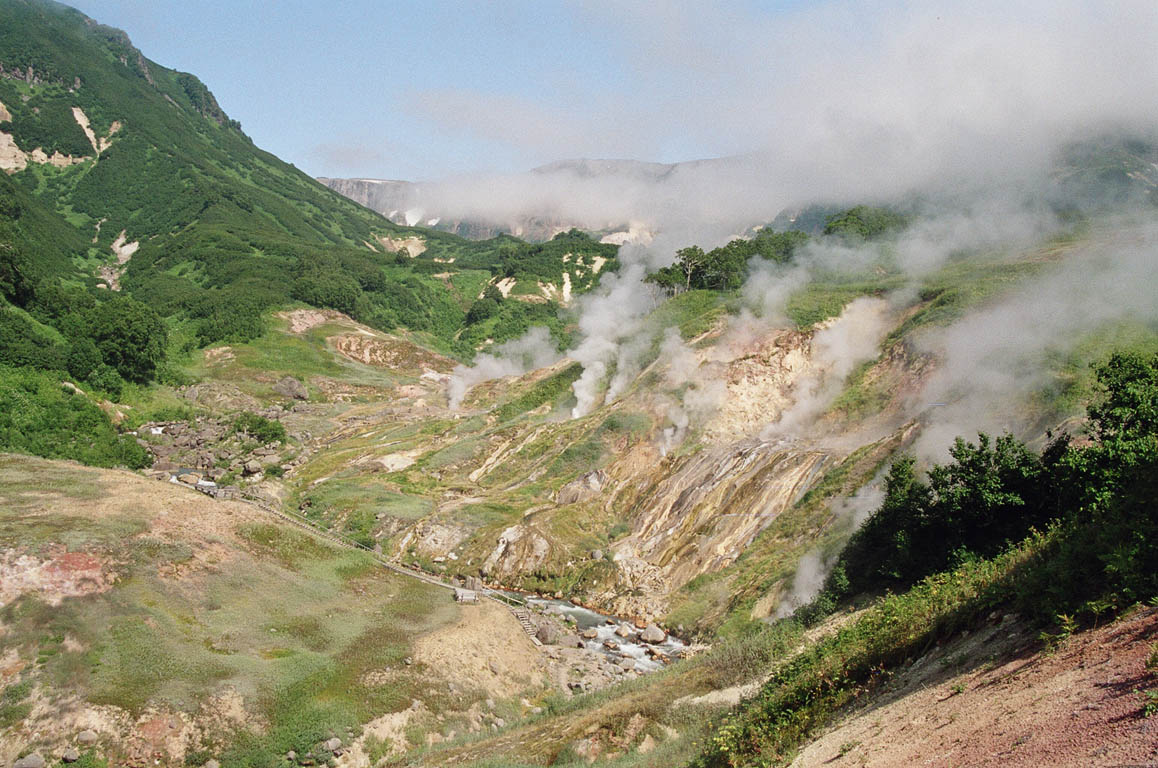
Долина гейзеров

Депрессия образована двумя слившимися кальдерами — Узон и Гейзерная. Её диаметры составляют 10 и 18 км. По краю депрессии расположен кольцевой разлом, выраженный в виде уступа.
- Тауншиц, 2353 м
- Кальдера Узон, 1617 м
- Кальдера Гейзерная
- Долина Гейзеров
- Унана, 2194 м
- Большой Семячик (Большой Семлячик), 1720 м
- Бурлящий, 1100 м
- Центральный Семлячик, 1200 м

##### Карымско-Малосемячикская вулкано-тектоническая депрессия
Депрессия образована двумя кальдерами: Малосемячикской и Большой Карымской.
- Малый Семячик, 1560 метров
- Карымская сопка, 1486 метров
- Двор, 1485 м
- Вулкан Академии Наук, 1100 м

##### Жупановско-Дзендзурская группа
Группа вулканов образует горный хребет, простирающийся в северо-западном направлении, продолжающий поднятие Шипунского полуострова. Составляющие его вулканы насажены на разломы, секущие миоценовые и плиоценовые вулканогенные породы.

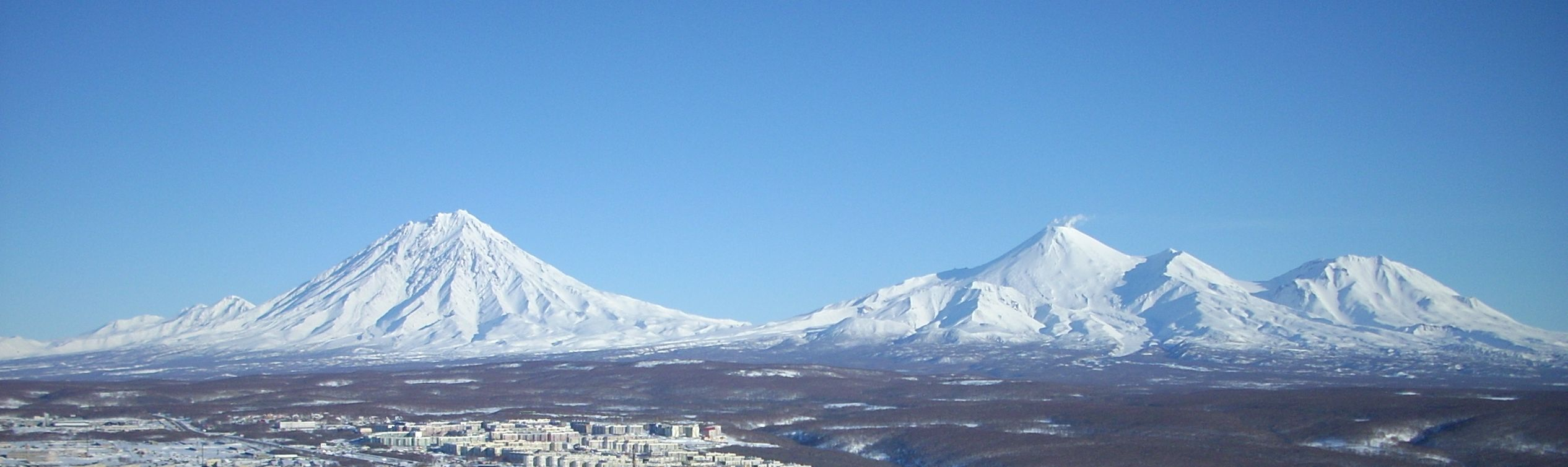
Вулканы Авачинско-Корякской группы (справа налево: Козельский, Авачинский, Корякский, Арик, Ааг)

- Жупановский, 2958 м
- Дзензур, 2159 м

##### Авачинско-Корякская группа
Вулканы этой группы расположены цепью в северо-западном направлении. Они расположены вдоль северного борта Авачинского грабена и насажены на глубинный разлом, секущий грабен вдоль его северного борта.
- Ааг, 2310 м
- Арик, 2156 м
- Корякская сопка, 3456 м — активный
- Авачинская сопка, 2741 м — активный
- Козельский вулкан, 2190 м

#### Восточный хребет

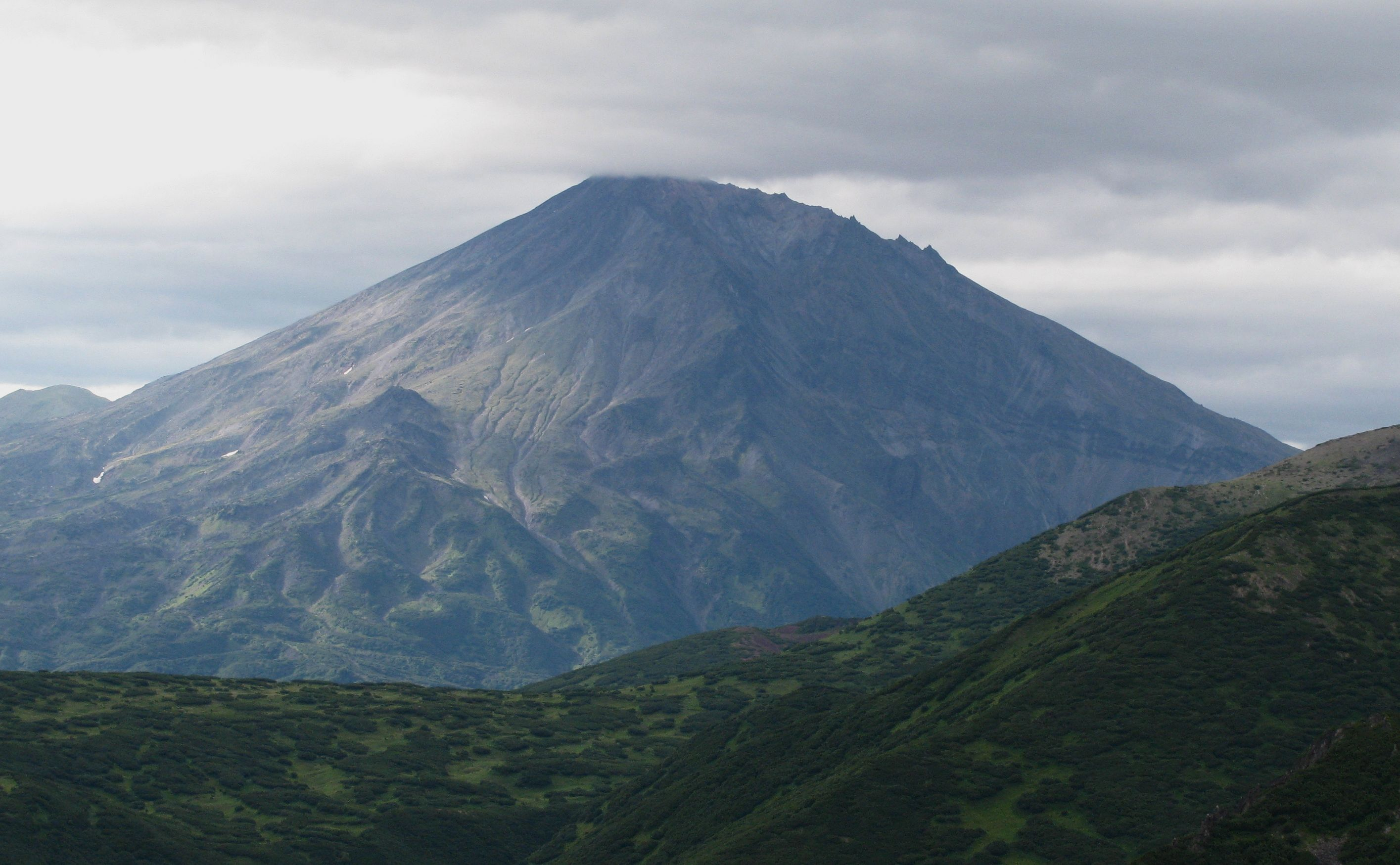
Вулкан Бакенинг, вид с южной стороны

В раннем плейстоцене на территории современного Восточного хребта возникли обширные покровы базальтовых лав. В среднем плейстоцене начался рост горстовых структур, размыв лавовых покровов и начали образовываться стратовулканы. Активность последних быстро прекратилась, в настоящее время вулканы являются сильно разрушенными.
- Шиш, 2346 м
- Тумрок, 2092 м
- Иульт, 1224 м
- Конради, 1893 м
- Заварицкого, 1647 м
- Бакенинг, 2277 м
- Вачкажец, 1556 м

#### Южно-Камчатская грабен-синклиналь

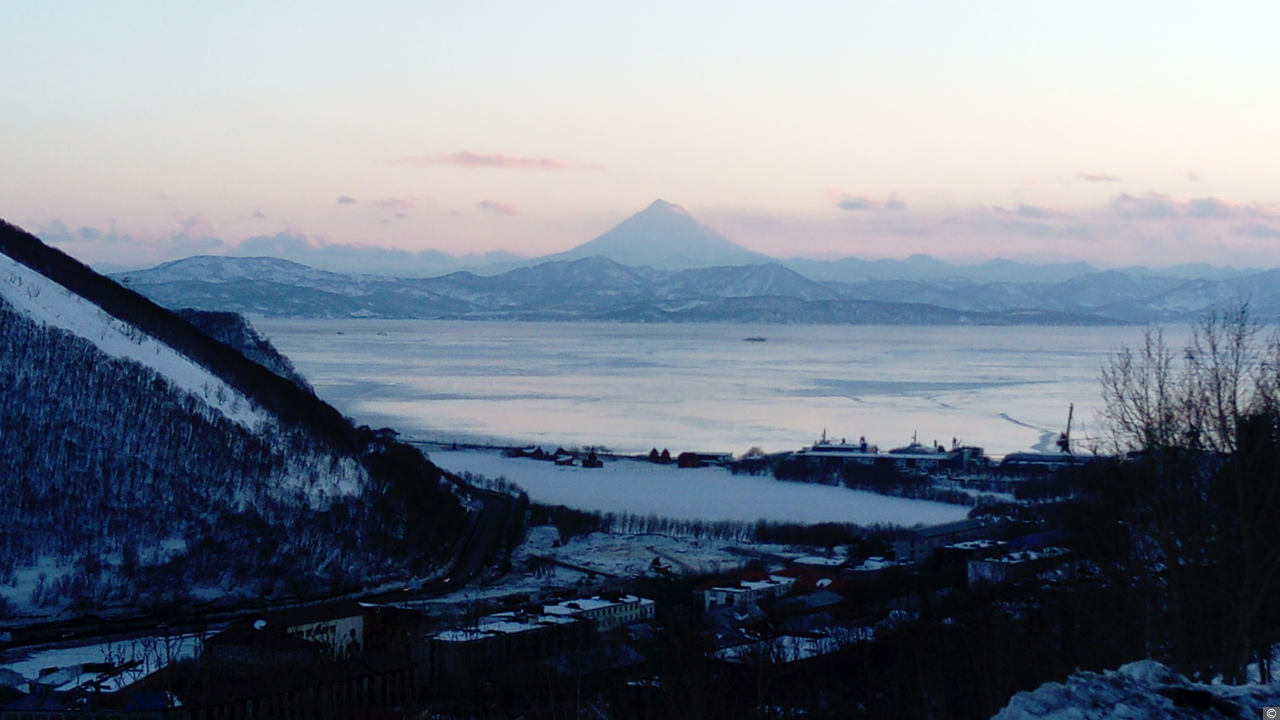
Вилючинский вулкан

Грабен-синклиналь протягивается на 170 км от Авачинского грабена на севере до мыса Лопатка на юге. Здесь расположены более 600 мелких вулканов (включая лавовые купола и шлаковые конусы) и свыше 80 крупных вулканов.
- Вилючинский вулкан, 2175 м

##### Депрессия Толмачёв дол

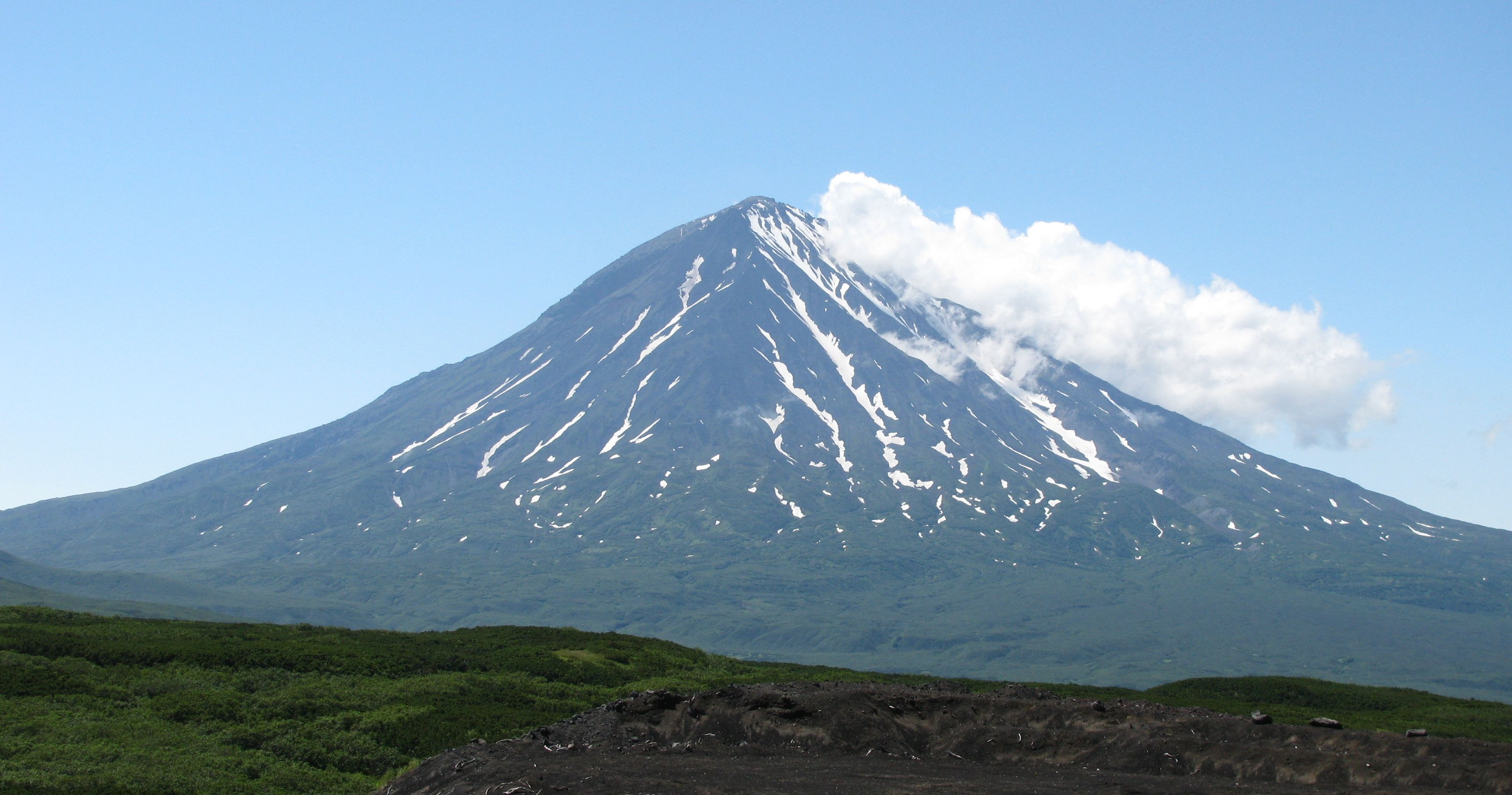
Вулкан Опала — высочайший вулкан Толмачёва дола

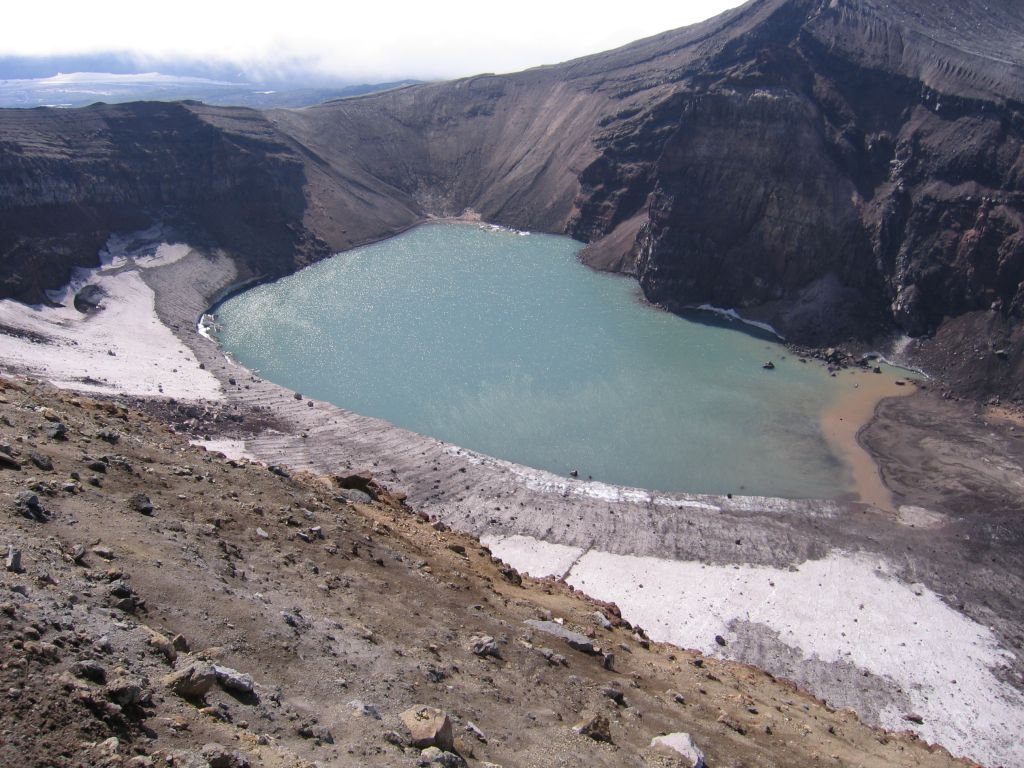
Вулкан Горелый, кислотное озеро в одном из кратеров

Депрессия расположена между верховьями рек Карымчина и Опала. В её центре расположена кальдера озеро Толмачёва, из которого берёт начало река Толмачёва. Вокруг расположены крупные кальдеры вулканов.
- Большая Ипелька, 1139 м
- Толмачёва, 1415 м
- Карымшина, 1363 м
  - Горелый, 1829 м
- Опала, 2475 м
  - Тундровый, 736 м
- Мутновская сопка, 2323 м
- Асача, 1910 м
  - Жёлтый, 885 м

##### Вулкано-тектоническая голыгинская депрессия
Депрессия расположена на юге Камчатки, в бассейне реки Голыгина.
- Ходутка, 2087 м
- Пиратковский, 1322 м
- Ксудач, 1079 м
- Кальдера Призрак и вулкан Келля, 985 м

##### Паужетско-Курильская вулкано-тектоническая депрессия
Депрессия находится на юге Камчатского полуострова, её диаметры равны 26 и 20 км, а площадь составляет 450 кв. км. Горная структура имеет сложное строение и представлена горстообразными приподнятыми блоками, грабенами и кальдерами.
- Кальдера Курильское озеро
- Дикий Хребет (Дикий Гребень), 1079 м
- Ильинская Сопка, 1578 м
- Желтовская Сопка, 1953 м
- Камбальный, 2156 м
- Вулкан Кошелева, 1812 м